# Sergej Kazakov
Sergej Nikolajevitj Kazakov (ryska: Сергей Николаевич Казаков), född 8 juli 1976 i Dimitrovgrad i Sovjetunionen, är en rysk boxare som tog OS-brons i lätt flugviktsboxning 2004 i Aten. 